# Фехтование на летних Азиатских играх 2018
Соревнования по фехтованию на летних Азиатских играх 2018, состоявшихся в Индонезии, проходили с 19 по 24 августа.

## Общий медальный зачёт
| Место | Страна           | Золото | Серебро | Бронза | Всего |
| ----- | ---------------- | ------ | ------- | ------ | ----- |
| 1     | Республика Корея | 6      | 3       | 6      | 15    |
| 2     | Китай            | 3      | 6       | 2      | 11    |
| 3     | Япония           | 2      | 0       | 6      | 8     |
| 4     | Казахстан        | 1      | 0       | 2      | 3     |
| 5     | Гонконг          | 0      | 2       | 6      | 8     |
| 6     | Иран             | 0      | 1       | 1      | 2     |
| 7     | Сингапур         | 0      | 0       | 1      | 1     |
| Всего | Всего            | 12     | 12      | 24     | 48    |

## Медалисты

### Мужчины
| Дисциплина                  | Золото                                                         | Серебро                                                          | Бронза                                                                       |
| --------------------------- | -------------------------------------------------------------- | ---------------------------------------------------------------- | ---------------------------------------------------------------------------- |
| Шпага Личное первенство     | Дмитрий Алексанин Казахстан                                    | Пак Сан Ён Республика Корея                                      | Чон Джин Сон Республика Корея                                                |
| Шпага Личное первенство     | Дмитрий Алексанин Казахстан                                    | Пак Сан Ён Республика Корея                                      | Коки Кано Япония                                                             |
| Шпага Командное первенство  | Япония Коки Кано Кадзуясу Минобэ Сатору Уяма Масару Ямада      | Китай Дун Чао Лань Минхао Ши Гаофэн Сюэ Яндун                    | Казахстан Дмитрий Алексанин Эльмир Алимжанов Руслан Курбанов Вадим Шарлаимов |
| Шпага Командное первенство  | Япония Коки Кано Кадзуясу Минобэ Сатору Уяма Масару Ямада      | Китай Дун Чао Лань Минхао Ши Гаофэн Сюэ Яндун                    | Республика Корея Чон Джин Сон Хван Юнджун Пак Гён Ду Пак Сан Ён              |
| Рапира Личное первенство    | Хуан Мэнкай Китай                                              | Николас Чой Гонконг                                              | Сон Ёнки Республика Корея                                                    |
| Рапира Личное первенство    | Хуан Мэнкай Китай                                              | Николас Чой Гонконг                                              | Чеунг Ка Лонг Гонконг                                                        |
| Рапира Командное первенство | Республика Корея Ха Егю Хэ Джун Ли Гванхён Сон Ёнги            | Гонконг Чеунг Ка Лонг Николас Чой Райан Чой Ян Чи Ка             | Китай Ма Цзяньфэй Хуан Мэнкай Ли Чэнь Ши Цзяло                               |
| Рапира Командное первенство | Республика Корея Ха Егю Хэ Джун Ли Гванхён Сон Ёнги            | Гонконг Чеунг Ка Лонг Николас Чой Райан Чой Ян Чи Ка             | Япония Кёсукэ Мацуяма Тосия Сайто Такахиро Сикинэ Кента Судзумура            |
| Сабля Личное первенство     | Ку Бон Гиль Республика Корея                                   | О Санъук Республика Корея                                        | Лоу Хо Тин Гонконг                                                           |
| Сабля Личное первенство     | Ку Бон Гиль Республика Корея                                   | О Санъук Республика Корея                                        | Али Пакдаман Иран                                                            |
| Сабля Командное первенство  | Республика Корея Ку Бон Гиль Ким Джунхо Ким Джон Хван О Санъук | Иран Моджтаба Абедини Фарзад Бахер Али Пакдаман Мохаммад Рахбари | Гонконг Сирус Чан Линь Хэнцун Теренс Ли Лоу Хо Тин                           |
| Сабля Командное первенство  | Республика Корея Ку Бон Гиль Ким Джунхо Ким Джон Хван О Санъук | Иран Моджтаба Абедини Фарзад Бахер Али Пакдаман Мохаммад Рахбари | Китай Лу Ян Ван Ши Сюй Инмин Ян Инхуэй                                       |

### Женщины
| Дисциплина                  | Золото                                                      | Серебро                                                  | Бронза                                                                          |
| --------------------------- | ----------------------------------------------------------- | -------------------------------------------------------- | ------------------------------------------------------------------------------- |
| Шпага Личное первенство     | Кан Ёнми Республика Корея                                   | Сунь Ивэнь Китай                                         | Вивиан Кун Гонконг                                                              |
| Шпага Личное первенство     | Кан Ёнми Республика Корея                                   | Сунь Ивэнь Китай                                         | Чхве Ин Джон Республика Корея                                                   |
| Шпага Командное первенство  | Китай Линь Шэн Сунь Ивэнь Сюй Чэнцзы Чжу Минъе              | Республика Корея Чхве Ин Джон Кан Ёнми Ли Хеин Син А Рам | Гонконг Вивиан Кун Чу Ка Монг Кайлинь Се Коко Линь                              |
| Шпага Командное первенство  | Китай Линь Шэн Сунь Ивэнь Сюй Чэнцзы Чжу Минъе              | Республика Корея Чхве Ин Джон Кан Ёнми Ли Хеин Син А Рам | Япония Харуна Баба Сиори Комата Канна Оиси Аюми Ямада                           |
| Рапира Личное первенство    | Чон Хи Сук Республика Корея                                 | Фу Итин Китай                                            | Сэра Адзума Япония                                                              |
| Рапира Личное первенство    | Чон Хи Сук Республика Корея                                 | Фу Итин Китай                                            | Лю Янь Вай Гонконг                                                              |
| Рапира Командное первенство | Япония Сэра Адзума Карин Мияваки Комаки Кикути Сумирэ Цудзи | Китай Чэнь Цинъюань Фу Итин Хо Синсинь Ши Юэ             | Республика Корея Джэ Сонъо Хон Сэин Чон Хи Сук Нам Хён Хи                       |
| Рапира Командное первенство | Япония Сэра Адзума Карин Мияваки Комаки Кикути Сумирэ Цудзи | Китай Чэнь Цинъюань Фу Итин Хо Синсинь Ши Юэ             | Сингапур Амита Бертье Мелани Хуан Максин Вон Татьяна Вон                        |
| Сабля Личное первенство     | Цянь Цзяжуй Китай                                           | Шао Яци Китай                                            | Ким Джи Ён Республика Корея                                                     |
| Сабля Личное первенство     | Цянь Цзяжуй Китай                                           | Шао Яци Китай                                            | Норика Тамура Япония                                                            |
| Сабля Командное первенство  | Республика Корея Чой Суён Хан Сонъа Ким Джи Ён Юн Джису     | Китай Ма Инцзя Цянь Цзяжуй Шао Яци Ян Хэнъюй             | Япония Тика Аоки Сихоми Фукусима Риса Такасима Норика Тамура                    |
| Сабля Командное первенство  | Республика Корея Чой Суён Хан Сонъа Ким Джи Ён Юн Джису     | Китай Ма Инцзя Цянь Цзяжуй Шао Яци Ян Хэнъюй             | Казахстан Айбике Хабибулина Тамара Почекутова Татьяна Приходько Айгерим Сарыбай |